# Virginia G. Gallardo
Virginia G. Gallardo (Buenos Aires, 1971) es una actriz y escritora argentina.

## Biografía
Vivió en Alemania durante 10 años, donde se recibió en Economía en la Universidad de Maguncia. Recibió una mención honrosa en el Premio Casa de las Américas por su colección de cuentos El Porvenir. Trabajó en la adaptación del libro para el teatro en 2016.

## Obras
- 2012 - El Porvenir (cuentos) - Ed. Simurg. ISBN 9789875541801